# Jelonek (jezioro na Pojezierzu Gnieźnieńskim)
Jezioro Jelonek (zwyczajowo Jezioro Wenecja) – jezioro położone w obrębie miasta Gniezna, w województwie wielkopolskim, na terenie Pojezierza Gnieźnieńskiego. Przez jezioro przepływa Struga Gnieźnieńska, dopływ Wełny.

## Dane morfometryczne
Powierzchnia jeziora to około 15 hektarów. Objętość jeziora wynosi 170 000 metrów sześciennych. Średnia głębokość jeziora wynosi 1,2 metra, natomiast jego maksymalna głębokość wynosi to 2,4 metra. Zlewnia całkowita zajmowana jest przez powierzchnię wynosi około 16 kilometrów kwadratowych, zlewnia bezpośrednia wynosi 0,8 kilometrów kwadratowych.